# Ceratocryptus geniculatorius
Ceratocryptus geniculatorius là một loài tò vò trong họ Ichneumonidae.